# Hôpital Édouard-Herriot
Pour les articles homonymes, voir HEH.

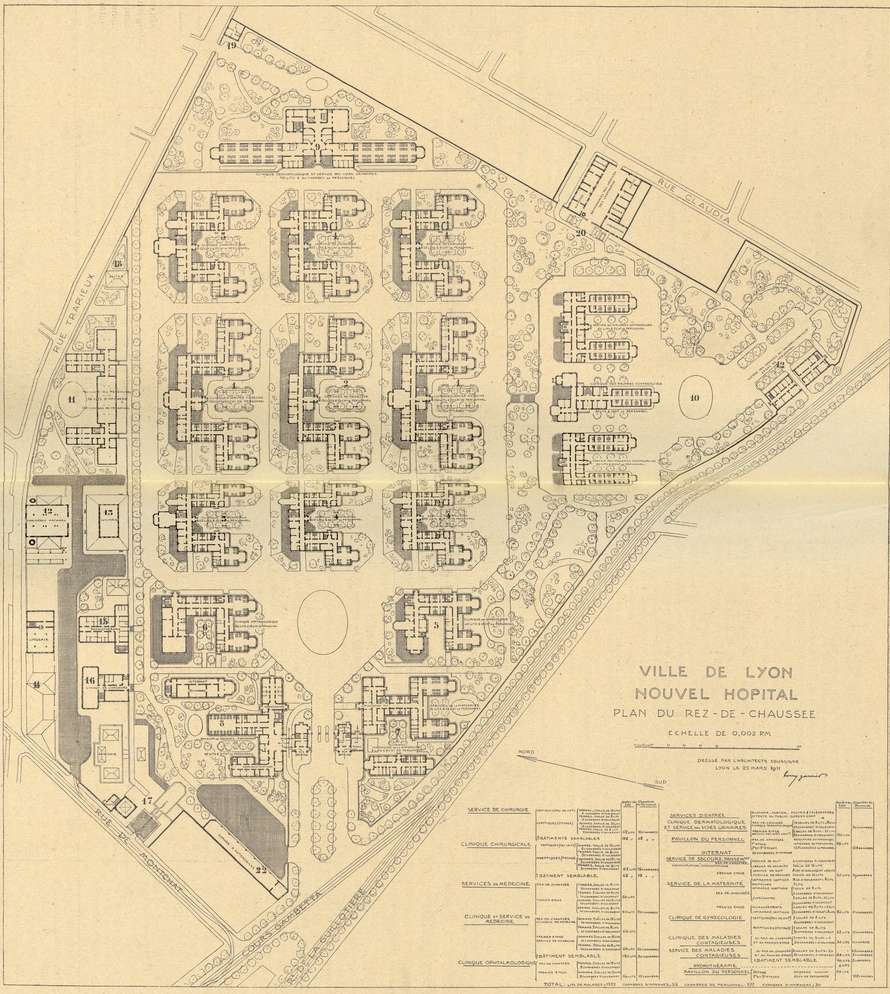
Plan de l'hôpital Edouard Herriot, édité dans la Construction lyonnaise n 16 du 16-08-1913

L’hôpital Édouard-Herriot (HEH), appelé anciennement Grange-Blanche, est un des pôles du centre hospitalier universitaire de Lyon. Intégré aux Hospices civils de Lyon, c'est le plus grand hôpital de la région Auvergne-Rhône-Alpes.
Situé à Lyon, au 5 place d'Arsonval, il a été construit de 1913 à 1933, par l'architecte Tony Garnier selon une organisation d'hôpital pavillonnaire. Une grande partie de l'hôpital fait l'objet d'une inscription au titre des monuments historiques.

## Histoire

### Origine et fondation

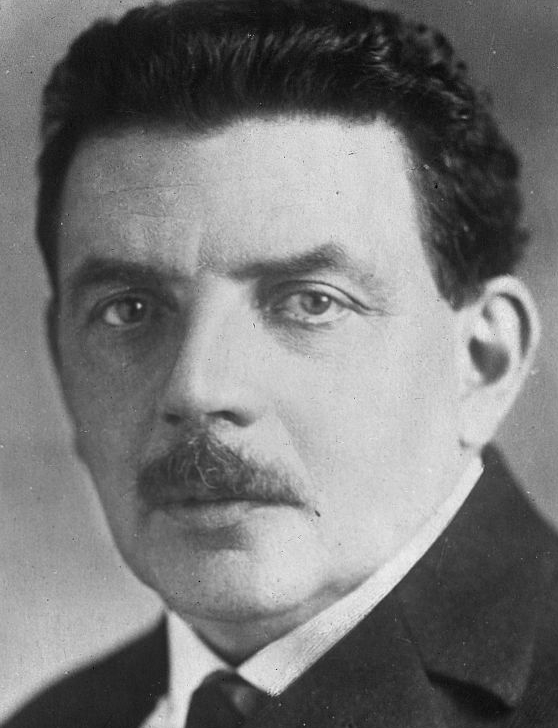
Edouard Herriot

L'hôpital est construit à l'initiative d'Édouard Herriot par l'architecte Tony Garnier. Le maire de Lyon souhaite édifier un grand hôpital moderne, à l'est du Rhône, pour desservir la population grandissante de ces quartiers. Il veut doter Lyon d'un hôpital à la pointe de la modernité, à l'égal de ce qui se fait dans d'autres pays européens.

#### Le projet
En 1909, la ville acquiert le domaine de Grange-Blanche, de 15,5 hectares, pour un million de francs. Tony Garnier est chargé de concevoir les plans de l'hôpital. Ce dernier extrait de son projet de « cité industrielle » un hôpital pavillonnaire, qui suit les idées de la commission chargée de définir ce qu'il sera. Cette commission, dont fait partie Jules Courmont, visite des structures récentes en Allemagne, au Danemark et à Paris.
Le projet est achevé en février 1911 et propose des pavillons isolés, baignés de végétation, en opposition frontale avec les hôpitaux d'un seul bloc ; le contre-exemple explicitement visé étant « le somptueux, mais inadapté Hôtel-Dieu de Soufflot ». Il imagine ainsi une « cité-jardin pour les malades ».
Sur le plan initial, Tony Garnier n'a pas prévu de chapelles. Edouard Herriot, libre penseur, n'a pas d'attrait pour un tel édifice mais il se range à l'avis des administrateurs pour permettre aux sœurs hospitalières d'avoir un lieu de culte.
Alors qu'à l'origine, l'objectif est de construire un hôpital et de le céder ensuite aux Hospices civils de Lyon, Edouard Herriot envisage durant un temps de le conserver dans le giron de la municipalité, et de ne le faire gérer que par les professeurs de l'université. Mais ceux-ci craignent de ne pas avoir les épaules pour gérer une telle structure, et les conflits qui ne manqueront pas de se lever avec les Hospices civils de Lyon. Edouard Herriot est ainsi obligé de renoncer à son projet.

#### Construction

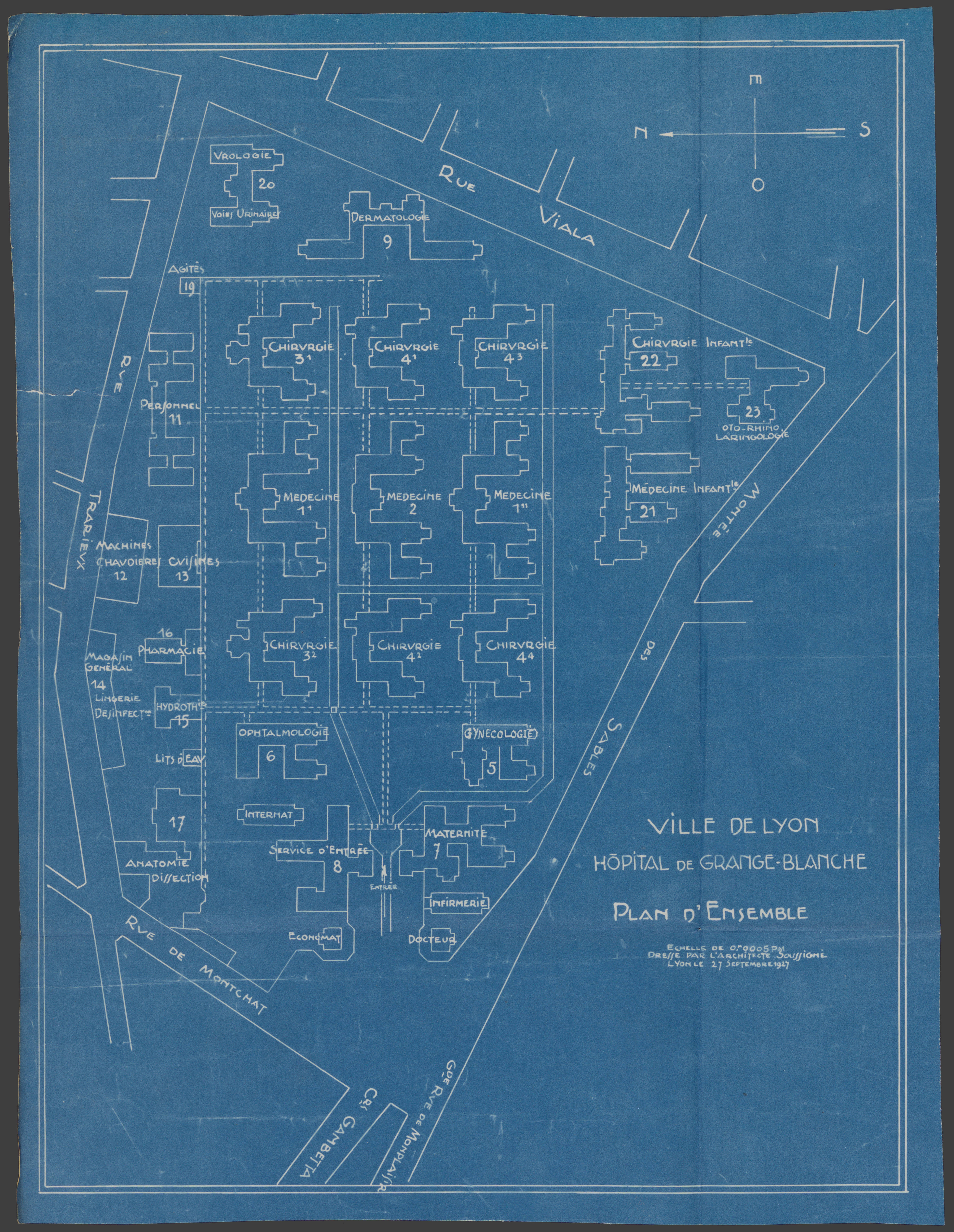
Plan de 1927 par Tony Garnier. Conservé aux Archives municipales de Lyon.

La construction est entamée en 1913, et fortement ralentie par la guerre malgré la participation de prisonniers de guerre allemands. Mais même après la fin de la guerre, les retards s'accumulent et le coût de la construction augmente. Le projet initial faisait état de 13 millions de francs, le coût final est de 206 millions. Par ailleurs, après son ouverture, le grand public constate que le coût par lit est de 50 francs, contre 35 à l'Hôtel-Dieu. La municipalité éprouve après guerre de grandes difficultés pour financer l'ensemble des travaux et doit faire appel au département pour clore le budget.

#### L'hôpital initial
Inauguré le 14 juillet 1933, il est composé de 32 pavillons (dont 22 de soins), reliés par un système de galeries souterraines. Il possède en tout 1544 lits et 23 services de médecine, chirurgie et spécialités, la plupart issues de l'Hôtel-Dieu ou de la Charité, et deux de l'Antiquaille. Dès 1935, l'inauguration du centre anticancéreux porte la capacité de l'hôpital à 1723 lits. La chapelle est consacrée et bénie le 18 février 1934, l'une des cloches ayant pour marraine Blanche Herriot, épouse du maire.

##### Organisation générale
À son ouverture, l'hôpital est divisé en trois zones. Une au nord contenant les services généraux, la grande masse centrale contenant les pavillons de soin et au sud, sur une élévation, un centre initialement destiné aux contagieux. Les sous-sols sont, au départ, assez peu utilisés, mais le personnel leur découvre rapidement de nombreux emplois : consultations, laboratoires, salle de cours.

###### Les services généraux
Alignés au nord du complexe, les services généraux longent la rue Trarieux et le chemin de Montchat.
Du côté de la rue Trarieux, se tiennent la chaufferie – qui à l'origine fournissait également du chauffage à la faculté de médecine et à l'école d'infirmière –, un atelier, un magasin – qui contient tout l'équipement de l'hôpital –, la lingerie – qui traite jusqu'à 20 tonnes de linge sale par semaine – et la matelasserie.
Plus près du centre se trouvent les habitations des sœurs hospitalières, qui sont progressivement transformées en restaurant avec, à ses côtés, la cuisine générale, la pharmacie, les laboratoires d'analyse et le « Pavillon des concours », où se sont déroulés pendant vingt ans tous les concours hospitaliers. À la suite se situent le service de stérilisation, le local des chariots électriques, la salle d'autopsie et la chapelle. Au plus près du chemin de Montchat, il y a un garage pour les internes, une station de pompage couplée à deux grandes réserves souterraines.

###### Les services hospitaliers
L'architecte oriente les pavillons en « U » avec les ouvertures vers le sud, pour laisser entrer la lumière. Les pavillons ont deux niveaux et sont divisés en grands pavillons de médecine d'une capacité de 220 lits et pavillons de chirurgie, plus petits, avec 140 lits. Les pavillons de chirurgie ont un rez-de-chaussée « septique » bien isolé de l'étage « aseptique » où se tiennent les opérations. À leurs débuts, les pavillons comportent très peu de chambres, le plus souvent à deux lits, et surtout de grandes salles communes. Avec, à partir des années 1950, l'humanisation de l'hôpital, la recherche de confort pour les malades, la volonté de construire des chambres plus nombreuses se heurtent à la structure même des bâtiments, créés avec des murs très épais très difficiles à remanier.

###### Les sous-sols
Une des grandes originalités de l'hôpital est le grand réseau de couloirs souterrains reliant tous les pavillons et permettant d'acheminer les repas, les médicaments, les linges, les matelas, etc. D'une longueur totale de 2,5 kilomètres, le personnel les emprunte à l'aide de chariots électriques. De même, un tunnel passait sous la route de Grenoble pour relier l'hôpital aux locaux universitaires, au service de la photographie et à l'Institut médico-légal.

##### Services et personnel
Les premiers chefs de service sont Eugène Villard pour la gynécologie, Gabriel Nove-Josserand pour la chirurgie infantile, Frédéric Collet pour l'ORL, Georges Mouriquand pour la médecine infantile, Joseph Nicolas pour la dermatologie, Georges Gayet pour l'urologie et Léon Bérard pour le centre anticancéreux.

### Histoire générale

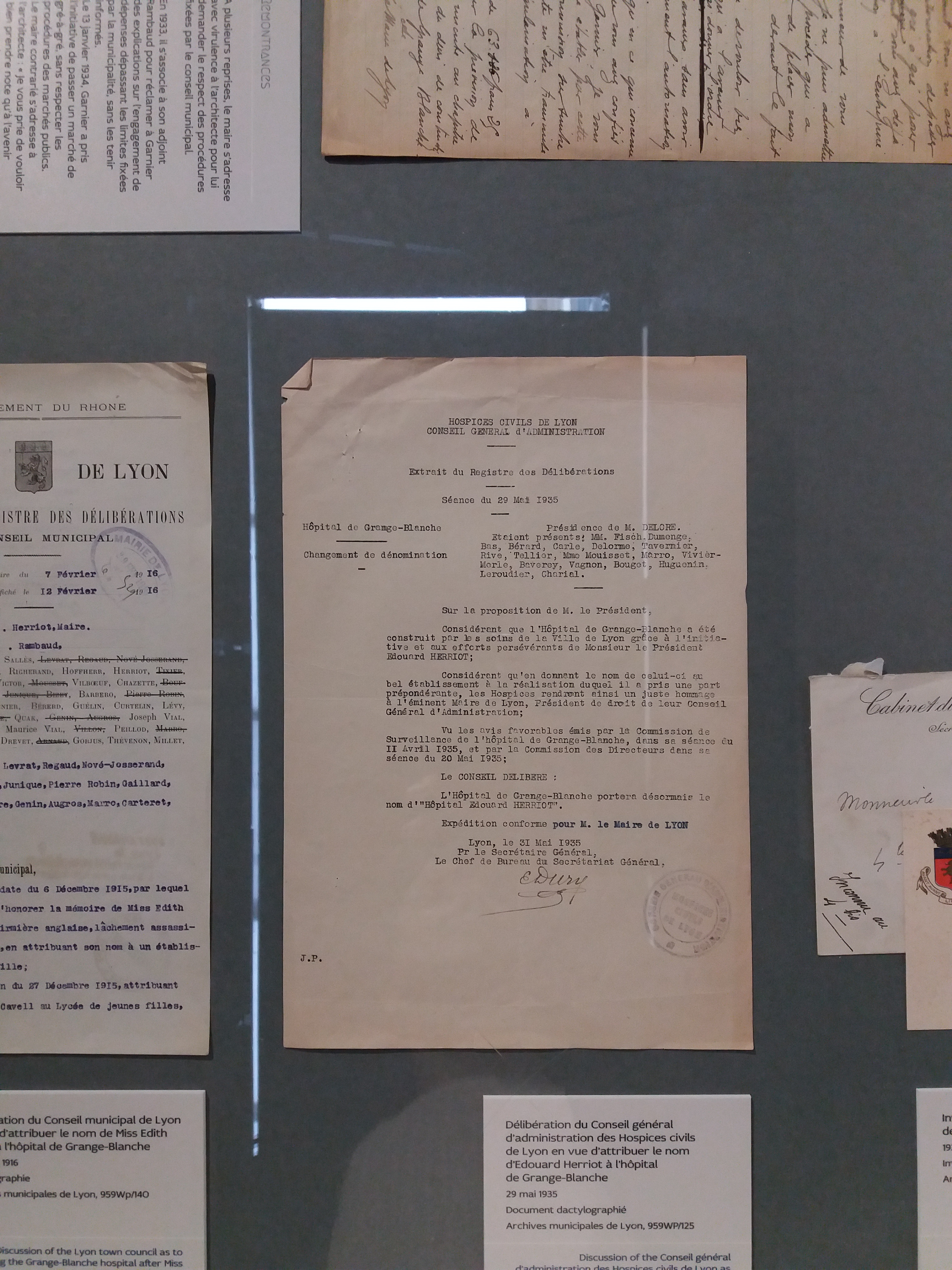
Changement de nom en 1935, l'hôpital Grange-Blanche devient l'hôpital Édouard Herriot.

L'histoire de l'hôpital Édouard Herriot est celui d'un hôpital qui représente, dès sa naissance et durant de longues décennies, la pointe de la modernité à Lyon. Les plus grands noms de la médecine locale y viennent, grâce aux nombreuses cliniques instituées en son sein (neuf au départ et progressivement une par pavillon). Il a donc pu accueillir un très grand nombre de premières médicales, et être le lieu privilégié d'expérimentation de techniques nouvelles dans la région.

#### Les débuts
Les deux premières décennies d'activité voient l'hôpital rester plus ou moins tel qu'il avait été imaginé, et les personnels issus des autres hôpitaux lyonnais demeurer en place. À cette époque, chaque service est géré au quotidien par les sœurs hospitalières, avec une major, ou sœur-mère à la tête de chaque service et une sœur « cheftaine » pour chaque office de soin. Une exception est notée pour le pavillon « P » consacré à la neurologie, resté entièrement civil.

##### Transformations structurelles
Durant les premiers temps de l'hôpital, peu de travaux lourds sont réalisés. En revanche, la désignation de quatre pavillons change à deux reprises. En 1941, le chirurgien Paul Santy, qui officiait dans le pavillon « O », déménage dans le « D » et décide d'emmener la lettre avec lui. En 1945, le neurochirurgien Pierre Wertheimer fait de même en passant du pavillon « G » vers le « F ». Bien qu'acceptés par l'administration, ces changements causèrent de nombreux désagréments, dont celui de perdre les patients, les visiteurs, et même le personnel médical. L'ordre logique n'est rétabli qu'en 1980.

##### Sous l'Occupation
Dès l'envahissement de la zone libre par les Allemands en novembre 1942, l'hôpital est réquisitionné, tout comme l'hôpital de la Croix-Rousse. Pour laisser de la place aux militaires, la clinique des malades infectieux est transférée au pavillon H et le service de chirurgie au pavillon F.

#### L'après-guerre: 1944 - 1959
Rapidement, l'afflux de malades et la démultiplication des chefs de service rendent caduque l'organisation initiale telle qu'elle avait été voulue par Tony Garnier. Ainsi, les pavillons qui ne devaient chacun ne contenir qu'un seul service furent rapidement divisés en deux, avec un service par niveau. En effet, l'hôpital avait été prévu par l'architecte pour 1544 malades, et sa capacité est régulièrement augmentée pour atteindre 2723 lits et 82 berceaux en 1953.

#### Années 1960
En 1963, l'application de la réforme Debré se déroule aisément au sein de l'hôpital, car il a déjà des liens très étroits avec la faculté de médecine. Pour mettre en place la règle du « plein temps », les laboratoires de sciences fondamentales sont transformés en laboratoires hospitaliers intégrés, tels ceux de virologie de Roger Sohier, de médecine nucléaire de Michel Berger et de physiologie d'Henri Hermann puis Jean-François Cier. Cette réforme entraîne une modernisation des équipements médicaux.

#### Années 1970
Une rénovation lourde fait disparaître les salles communes.

#### Années 1980

##### Équipements médicaux

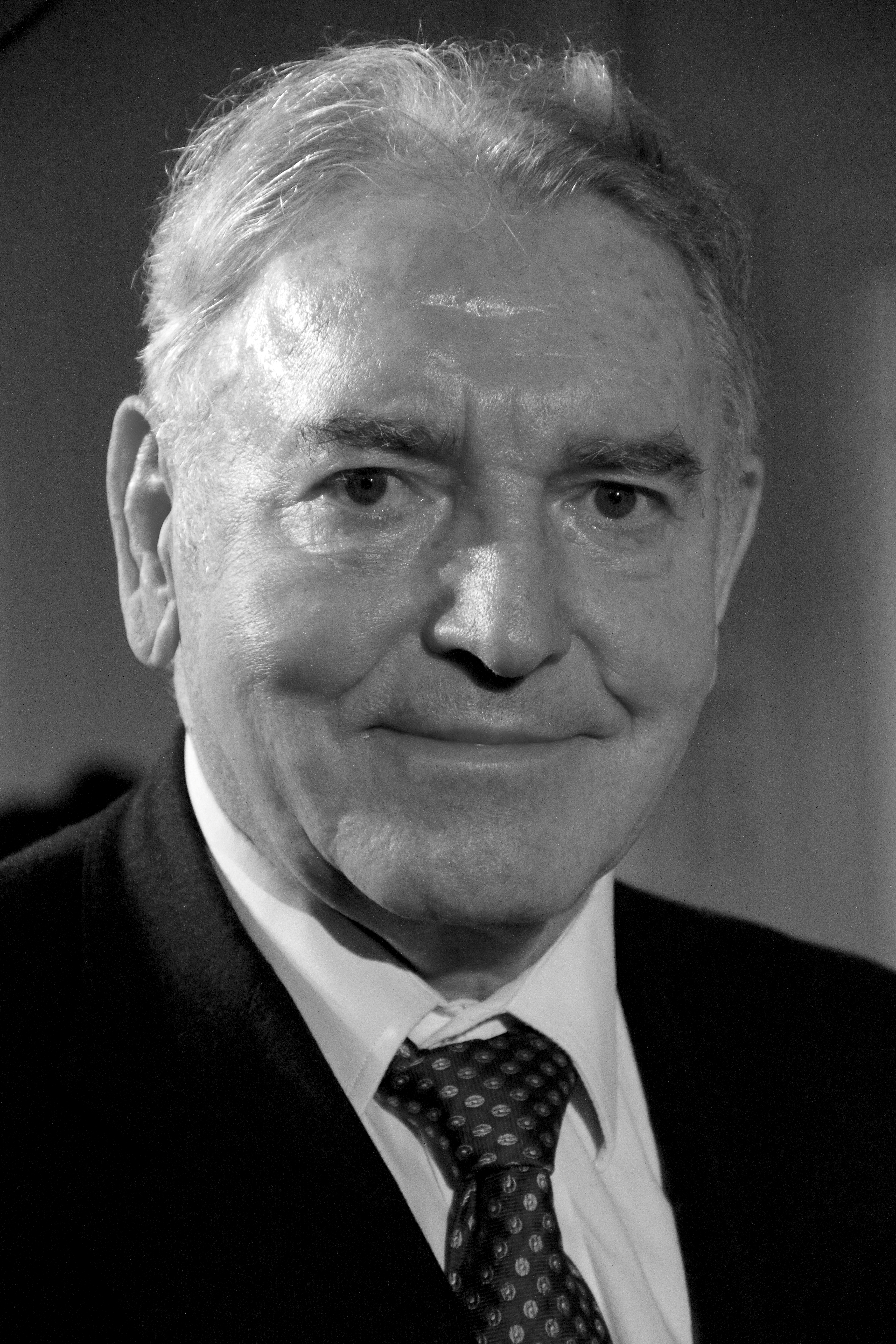
Le professeur Dubernard, qui accueille le premier lithotripteur lyonnais.

En 1984, le gouvernement autorise l'installation d'un lithotripteur d'une valeur de 10 millions de francs fabriqué par la société allemande Dorner dans le service urologie du professeur Jean-Michel Dubernard. Le coût est supporté par le conseil régional de Rhône-Alpes à hauteur de 3 millions de francs, par le ministère des Affaires sociales pour 4 millions de francs et par l'emprunt pour le reste de la somme. Cet appareil est acheté à une société allemande alors que la même équipe du professeur Dubernard travaille à la mise au point de leur propre appareil. Celui-ci est mis en service dès l'année suivante, mis au point par le professeur Dubernard et M. Cathignol de la CETAC dans le cadre d'un programme de l'INSERM. Son principe repose sur un repérage échographique des calculs.
Durant les années 1980, l'hôpital dispose d'un scanner imposé par le gouvernement et les services de radiologie estiment qu'il est tout à fait insuffisant. Il s'agit du seul à Lyon permettant une radiographie de l'ensemble du corps humain, le second, situé à l'hôpital neurologique, ne prend des clichés que du crâne. Celui d'Edouard-Herriot est de marque EMI. Tombant en panne de longues semaines en 1984, il est remplacé en 1985.
En 1980, un laser est installé dans le pavillon « U » du service ORL de professeur Morgon. D’autres sont progressivement acquis durant la décennie, dont un laser à colorant en 1984, installé dans le pavillon D, dans un nouveau service de chirurgie dirigé par le professeur Lambert et acquis grâce à la constitution d'une coopération régionale autour du laser. Il est à l'époque le premier laser de ce type en France.
En 1989, l'hôpital accueille un spectromètre par résonance magnétique. Il est installé dans un nouveau Centre d'étude métabolique, au sein du pavillon « P ». Le centre dans son ensemble a nécessité de lourds travaux pour un total de 12 millions de francs. Le coût de cette installation est supporté par les Hospices civils de Lyon, l'université Lyon I, l'INSERM, le CNRS, l'industrie privée et la ligue départementale du Rhône contre le cancer

#### Années 1990

##### Transformations structurelles
En 1993-1994, le bâtiment des cuisines est rénové pour être transformé en lieu de restauration rapide.

##### Réalisations médicales
C'est dans cet établissement qu'est réalisée en septembre 1998 la première allogreffe de la main par le professeur Jean-Michel Dubernard, ainsi que la première double greffe bilatérale des mains et des avant-bras le 13 janvier 2000 par le même chirurgien.

#### Années 2000
15 février 2008 : Fermeture du pavillon"S"(pavillon maternité)

#### Années 2010
L'équipe d'urologie réalise une première européenne en prélevant un rein par le nombril, d'une patiente pour le transplanter à son mari en février 2010.
Après les abandons successifs de plusieurs plans de restructuration, un projet de modernisation de l'établissement est lancé en novembre 2011 par le maire de Lyon. Estimé à 270 millions d'euros et s'étalant de 2013 à 2025, le plan prévoit la fin de l'éclatement de plusieurs services (notamment les urgences) par la construction de deux bâtiments de 15 000 et 22 000 m² après démolition de plusieurs pavillons.

### Histoire du centre des brûlés
Le Centre de traitement des grands brûlés de l’hôpital Édouard Herriot a été mis en service le 1er janvier 1957 par le Professeur Jean Creyssel. Ce fut le deuxième centre français, après celui de l’hôpital Saint-Luc en 1952 dirigé à l’époque par le Docteur Pierre Colson, un des pionniers de la chirurgie plastique à Lyon. Le centre de l’HEH fonctionne depuis 1957. Pendant les premières années furent étudiés divers perfectionnements réalisés peu à peu.
Dès 1959, le centre initia une thérapeutique thermale, à Saint-Gervais-le-Fayet, pour les séquelles cicatricielles de brûlés. En 1961, le centre, déjà isolé en zone stérile, fut perfectionné dans une politique de lutte anti-infectieuse, renforcée par des isolements individuels, puis en 1964-65 fut apportée une amélioration des circuits (visiteurs, personnel, matériel, déchets, etc.).
En 1966, fut inaugurée la deuxième version du centre qui n’avait cessé de fonctionner depuis 1957. Les nouvelles modifications architecturales apportèrent de gros progrès (galerie extérieure pour visiteurs, héliport sur le toit du service, deuxième baignoire avec élévateur pour brûlés prêts à être greffés, perfectionnement des enceintes individuelles aseptisées et climatisées, complétées par un matelas soufflant pour sécher les surfaces de décubitus (maison Aireo Lyon)).
Pour « étoffer » la banque de peau existante (80 donneurs volontaires) des essais furent faits en matière d’hétérogreffes (singe-patasse, porc) avec l’Institut Mérieux. Une collaboration existait avec le Pr Pruniéras, pour son approvisionnement en cellules épidermiques, avec le Pr Carraz pour la lutte anti-infectieuse, les Drs Guyotat et Brun pour le confort psychologique des patients. Dans un local attenant au Centre, un laboratoire assurait toutes les analyses 24 heures sur 24. De nombreux articles et thèses furent réalisés en France et à étranger, ainsi que des visites répétées de spécialistes étrangers et de personnels hospitaliers de France et d’ailleurs.
De 1957 à 1971, sur 3 396 hospitalisations, furent réalisées 1 174 opérations pour brûlés (excisions, greffes) ainsi que 1174 opérations de chirurgie plastique (essentiellement des réparations de la face, des libérations de cicatrices) et furent traités des brûlés anciens venant du dehors, infectés, non cicatrisés, en positions vicieuses. Pour ces dernières, le service voisin d’orthopédie fut une aide précieuse.
Le centre accueillit un certain nombre de militaires d’Algérie, confiés par l’hôpital d'instruction des armées Desgenettes. Le 16 janvier 1958, vingt brûlés du coup de poussier du Puits Plichon à Blanzy furent accueillis. Le 22 mai 1959, ce furent cinq brûlés du coup de poussier du Puits Sainte-Fontaine à Merlebach et le 4 janvier 1966, trente brûlés de l’explosion de la raffinerie de Feyzin, à être accueillis dans le service.

## Fonctionnement
Les services médicaux présents sont en 2016 : 
- CUMP, cellule d'urgence médico-psychologique, service médical d'accueil
- Urgences dentaires
- CUMP cellule d'urgence médico-psychologique
- Service médical d'accueil
- Urgences dentaires
- Centre de médecine hyperbare
- Chirurgie générale et digestive et urgences viscérales
- Consultations d'endocrinologie
- Consultations post-urgences
- Planning familial
- Service d'anesthésie et réanimation
- Service d'audiologie et explorations oro-faciales
- Service d'exploration fonctionnelle rénale et métabolique
- Service d'explorations fonctionnelles et consultations digestives
- Service d'explorations fonctionnelles neurologique et épileptologie
- Service d'hématologie biologique
- Service d'hépato-gastro-entérologie
- Service d'immunologie clinique et rhumatologie
- Service d'oncologie médicale
- Service d'ophtalmologie
- Service d'orthogénie
- Service d'oto-rhino-laryngologie et chirurgie cervico-faciale
- Service d'urologie et chirurgie de la transplantation
- Service de chirurgie digestive
- Service de chirurgie orthopédique et urgences traumatologiques - main membre supérieur
- Service de chirurgie orthopédique et urgences traumatologiques - membre inférieur
- Service de chirurgie vasculaire
- Service de dermatologie vénérologie allergologie dermatologie esthétique
- Service de médecine du sport et de l'activité physique
- Service de médecine gériatrique
- Service de médecine interne
- Service de médecine légale
- Service de néphrologie dialyse hypertension artérielle
- Service de radiologie digestive
- Service de radiologie ostéo-articulaire et neuroradiologie
- Service de radiologie urinaire-vasculaire diagnostique et interventionnelle
- Service de rhumatologie et pathologie osseuse
- Service de stomatologie chirurgie maxillo-faciale, chirurgie plastique et de la face
- Service de transplantation néphrologie et immunologie
- Service hygiène hospitalière épidémiologie et prévention
- Unité de génétique moléculaire
- Unité mobile d'accompagnement et de soins palliatifs
- Urgences psychiatriques

### Centre des brûlés
Dans les années 2007-2008, le projet de fusion des centres de brûlés de HEH et de l'hôpital Saint-Joseph-Saint-Luc est lancé, mais est abandonné en 2010. Il est réactivé par l'agence régionale de santé en 2013, dans un objectif d'une organisation plus efficiente et d'une conformité avec le schéma interrégional d'organisation sanitaire. Après des discussions entre les deux services, l'agence régionale de santé tranche pour une localisation à HEH.
Le projet prévoit la rénovation du pavillon I, avec un bloc de deux salles d'opération entièrement neuf. Les trente lits prévus sont dix de réanimation, dix de soins continus et dix de chirurgie. L'ensemble des deux centres précédents compte trente six lits. Les hypothèses évoquent plus sept cents patients traités par an, ce qui en ferait le plus grand centre de brûlés d'Europe. Mais avec plus de cent personnes à temps plein, des statuts différents et un débit importants, certains craignent que ce nouveau centre ne soit surdimensionné, et que les moyens manquent pour lui donner toute l'efficacité nécessaire. Initialement prévu pour 2016, le Centre des brûlés de Lyon Pierre Colson a ouvert ses portes le 30 avril 2017.

### Clinique de médecine ambulatoire
En 2011 est ouverte la clinique médicale ambulatoire au pavillon R. Il s'agit d'un service proposant aux patients, surtout de maladies chroniques, de médecine réunissant au même endroit hospitalisation de jour et consultations dans dix spécialités. Ce centre regroupe 70 médecins et 40 personnels paramédicaux. Très novateur dans son fonctionnement, ce centre propose au patient de rester dans un box, pour que les médecins eux-mêmes viennent le voir chacun à leur tour. L'idée est de permettre aux malades qui doivent voir plusieurs spécialistes et éventuellement subir une opération de ne se déplacer qu'une seule fois, les médecins se relayant alors auprès de lui. En parallèle, l'organisation tente de tout numériser pour supprimer à terme l'usage du papier. Un premier bilan fait au bout de quelques mois voit une augmentation du nombre des consultations,.

### Service d'oncologie médicale
En 2014, le service d'oncologie médicale est distingué par l'ENETS comme centre d'excellence européen. Seuls 26 centres en Europe et 2 en France sont distingués. Ce label certifie « l'expertise multidisciplinaire du centre, en termes de recrutement, de diagnostic, d'amélioration de la prise en charge thérapeutique, d'implication dans la recherche clinique et d'information des médecins sur cette pathologie rare des tumeurs neuroendocrines digestives ».

### Instituts de recherche
- CNRS
- INSERM

## Patrimoine architectural
La chapelle de l'hôpital fait l’objet d’une inscription au titre des monuments historiques depuis le 13 décembre 1967. Tony Garnier a chargé l'architecte Louis Thomas de construire cette chapelle qui n'était pas prévue dans l'avant-projet de l'hôpital. Le Christ a été taillé sur place par le sculpteur lyonnais Georges Salendre.
Les façades et les toitures de l’Économat, de la Direction, des pavillons K et A sur la place d'Arsonval et sur l'entrée de l'hôpital, des pavillons D et à l'intérieur de l’amphithéâtre, les lampadaires et les grilles d'entrée sur la place d'Arsonval, les piles octogonales des clôtures, avenue Rockefeller et rue Viala, ainsi que les cheminées font l’objet d’une inscription au titre des monuments historiques depuis le 31 janvier 1989.
La trame des voies, la topographie, le réseau souterrain subsistant et les éléments d'architecture qui l'agrémentent, ainsi que certains bâtiments font l’objet d’une inscription au titre des monuments historiques depuis le 20 novembre 2006.

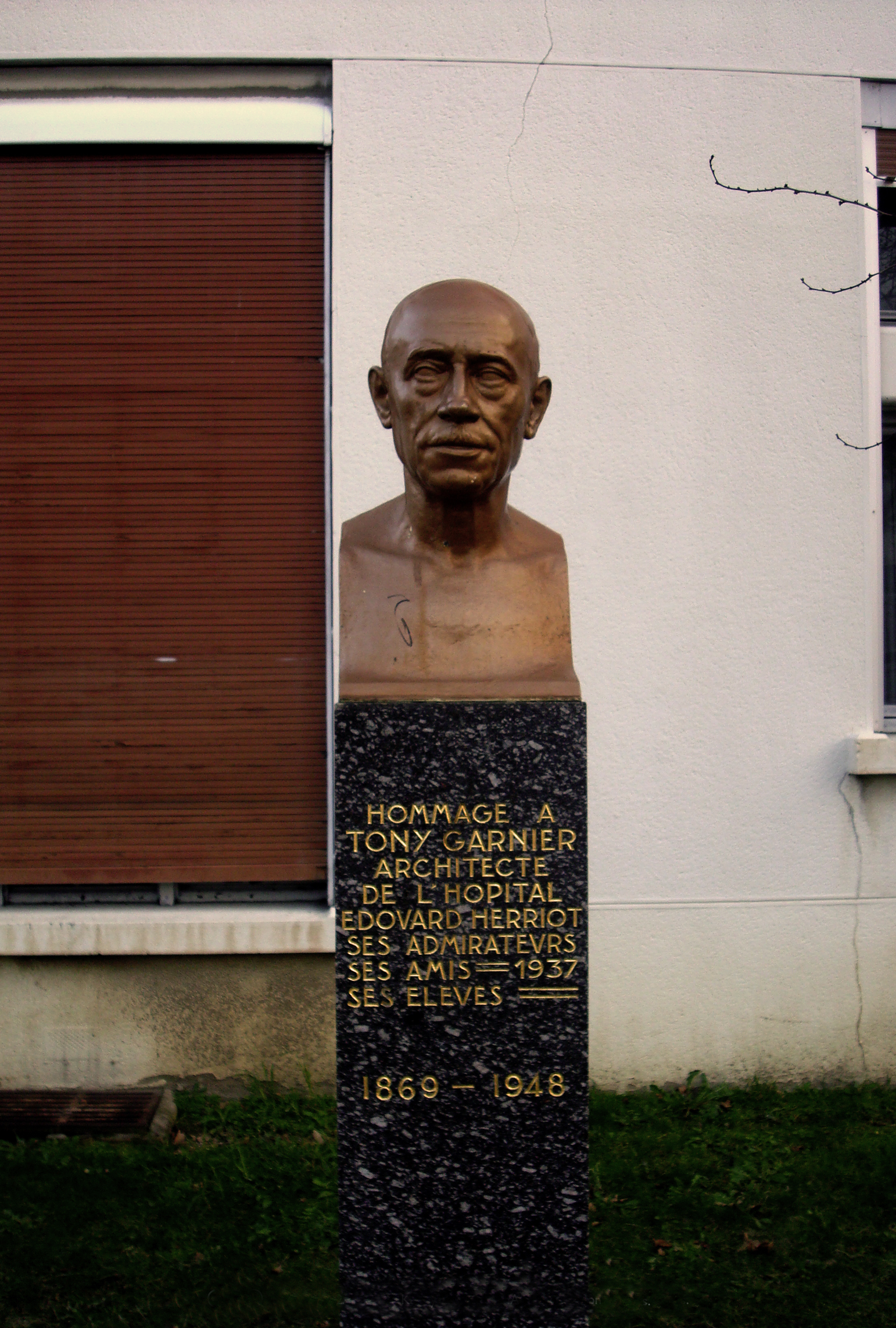
Buste à l'effigie de Tony Garnier rendant hommage à l’architecte
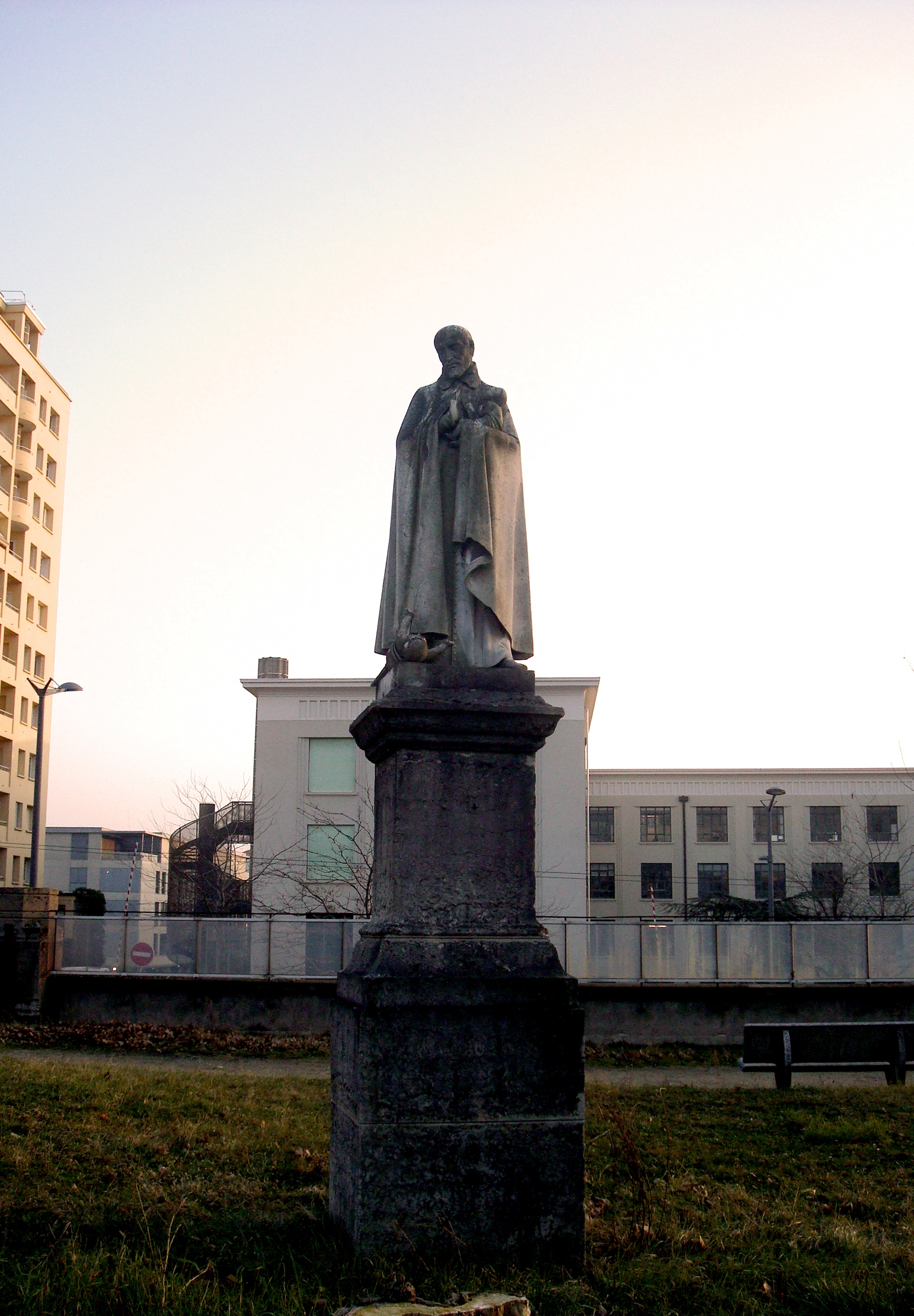
Statue à l'intérieur de l'hôpital
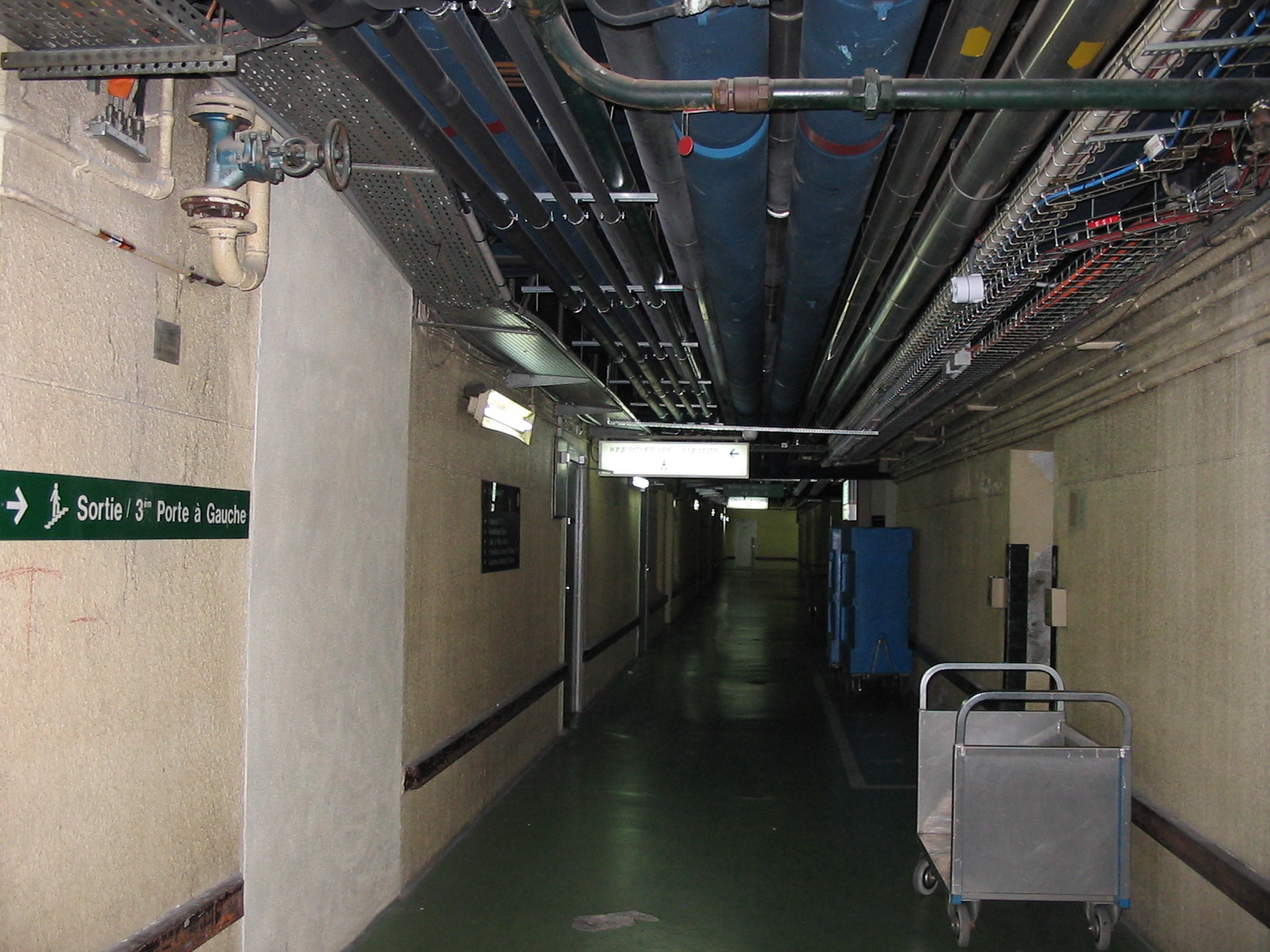
Un sous-sol
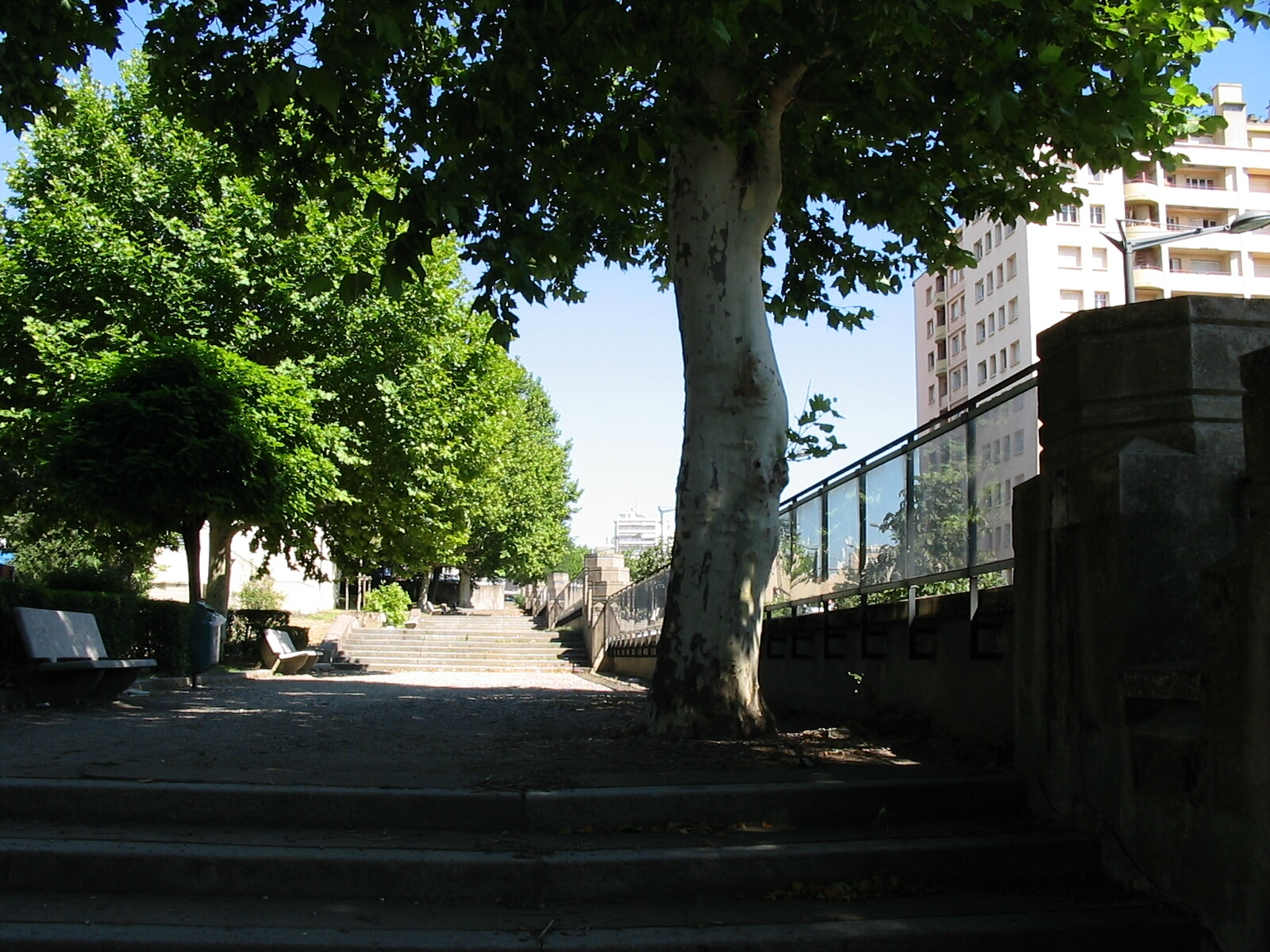
La Promenade des Enfants et la clôture sur l'Avenue Rockfeller

## Accessibilité
- Station Grange Blanche